# Klooster van de zusters van Sint-Vincentius a Paulo (Gits)

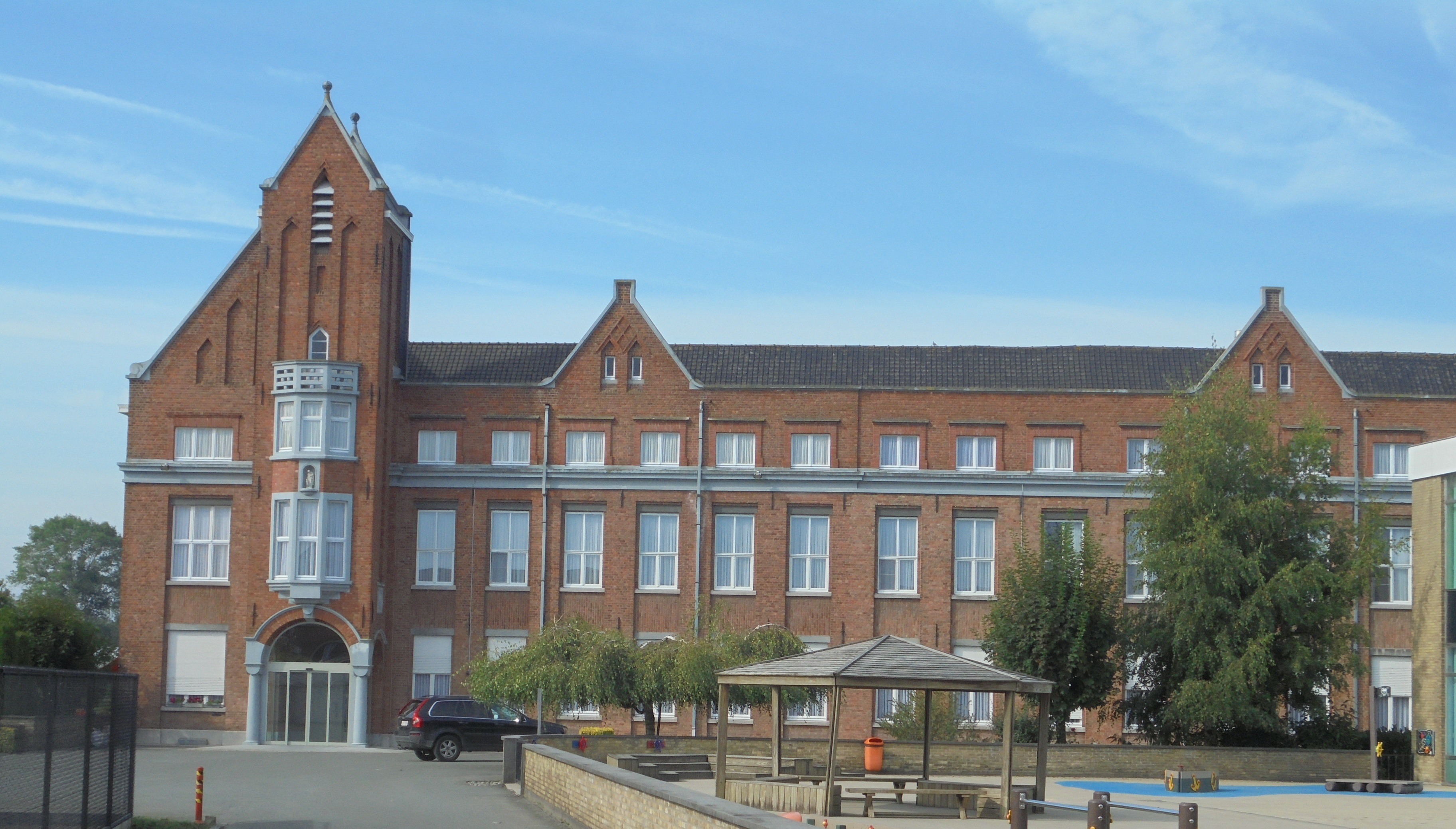
Klooster van de Zusters van Sint-Vincentius

Het Klooster van de Zusters van Sint-Vincentius is een kloostercomplex in de tot de West-Vlaamse gemeente Hooglede behorende plaats Gits, gelegen aan de Gitsbergstraat 17.
Dit kloostercomplex werd gebouwd in 1879 en fungeerde als moederhuis van de Zusters van de Heilige Vincentius a Paulo. Dezen hielden zich bezig met het onderwijs. Tijdens de Eerste Wereldoorlog werd het klooster door de Duitsers bezet en het liep schade op. In 1933 werd het klooster vernieuwd, waarbij oudere onderdelen in het nieuwe klooster geïntegreerd werden.
Het complex bestaat uit twee vleugels die evenwijdig aan de straat liggen. Tussenvleugels sluiten een soort binnenhof af. Dit alles werd gebouwd in rode baksteen. Het ingangsportaal is naar boven toe verlengd tot een klokkentoren onder zadeldak. Naast de kloostergebouwen bevindt zich een kapel. In de tuin is een rondgang met staties van Onze-Lieve-Vrouw van Smarten en er is een Lourdesgrot.
In 1970 woonden er nog honderd zusters in het klooster, in 2019 nog 16, waardoor een aanzienlijk deel van het grote complex leeg is komen te staan. Er worden (2019) initiatieven ontplooid om hier sociaal-culturele instellingen gebruik van te laten maken.